# Fiji op de Olympische Jeugdzomerspelen 2010
Fiji nam deel aan de Olympische Jeugdzomerspelen 2010 in Singapore, de eerste editie van de Olympische Jeugdspelen.

## Medailleoverzicht
| Sport                                                                     | Olympiër                                                                  | Discipline                                                                | Medaille                                                                  |
| Als lid van een gemengd landenteam (telt niet mee voor landen klassement) | Als lid van een gemengd landenteam (telt niet mee voor landen klassement) | Als lid van een gemengd landenteam (telt niet mee voor landen klassement) | Als lid van een gemengd landenteam (telt niet mee voor landen klassement) |
| ------------------------------------------------------------------------- | ------------------------------------------------------------------------- | ------------------------------------------------------------------------- | ------------------------------------------------------------------------- |
| Atletiek                                                                  | Lepani Naivalu                                                            | wisselestafette (m)                                                       | Brons                                                                     |

## Deelnemers en resultaten
(m) = mannen, (v) = vrouwen 

### Atletiek
| Olympiër       | Discipline          | Resultaat | Prestatie                                                                         |
| -------------- | ------------------- | --------- | --------------------------------------------------------------------------------- |
| Lepani Naivalu | 100 m (m)           | 7e        | 1R serie 4: 10,94 A-finale: 10,79 pr                                              |
| Lepani Naivalu | wisselestafette (m) | Brons     | team Oceanië (1.52,71) + AUS Nicolas Hough + AUS Raheen Williams + PNG John Rivam |

### Gewichtheffen
| Olympiër        | Discipline    | Resultaat | Prestatie                        |
| --------------- | ------------- | --------- | -------------------------------- |
| Charlie Lolohea | tot 69 kg (m) | 10e       | 183 kg (trekken: 78, stoten: 95) |
|                 |               |           |                                  |
| Louise Lolohea  | tot 58 kg (v) | 9e        | 102 kg (trekken: 45, stoten: 57) |

### Judo
| Olympiër                | Discipline    | Resultaat | Prestatie                                                                         |
| ----------------------- | ------------- | --------- | --------------------------------------------------------------------------------- |
| Diau Bauro              | tot 55 kg (m) | 5e        | 2R: verloor van IND Subash Yadav 2R herkansing: verloor van COM Fahariya Takidine |
| Diau Bauro (team Chiba) | gemengd team  | 5e        | 2R: 2-5 team Essen verloor van ESP Pedro Rivadulla                                |

### Zwemmen
| Olympiër      | Discipline        | Resultaat | Prestatie                |
| ------------- | ----------------- | --------- | ------------------------ |
| Tieri Erasito | 200 m vrij (v)    | 40e       | 1R serie 2: 2.21,80 (7e) |
| Tieri Erasito | 200 m vlinder (v) | 22e       | 1R serie 1: 2.35,58 (8e) |

Afghanistan · Albanië · Algerije · Amerikaanse Maagdeneilanden · Amerikaans-Samoa · Andorra · Angola · Antigua en Barbuda · Argentinië · Armenië · Aruba · Australië · Azerbeidzjan · Bahama's · Bahrein · Bangladesh · Barbados · België · Belize · Benin · Bermuda · Bhutan · Bolivia · Bosnië en Herzegovina · Botswana · Brazilië · Britse Maagdeneilanden · Brunei · Bulgarije · Burkina Faso · Burundi · Cambodja · Canada · Centraal-Afrikaanse Republiek · Chili · China · Chinees Taipei · Colombia · Comoren · Congo-Brazzaville · Congo-Kinshasa · Cookeilanden · Costa Rica · Cuba · Cyprus · Denemarken · Djibouti · Dominica · Dominicaanse Republiek · Duitsland · Ecuador · Egypte · El Salvador · Equatoriaal-Guinea · Eritrea · Estland · Ethiopië · Fiji · Filipijnen · Finland · Frankrijk · Gabon · Gambia · Georgië · Ghana · Grenada · Griekenland · Groot-Brittannië · Guam · Guatemala · Guinee · Guinee‑Bissau · Guyana · Haïti · Honduras · Hongarije · Hongkong · Ierland · IJsland · India · Indonesië · Irak · Iran · Israël · Italië · Ivoorkust · Jamaica · Japan · Jemen · Jordanië · Kaaimaneilanden · Kaapverdië · Kameroen · Kazachstan · Kenia · Kirgizië · Kiribati · Koeweit · Kroatië · Laos · Lesotho · Letland · Libanon · Liberia · Libië · Liechtenstein · Litouwen · Luxemburg · Macedonië · Madagaskar · Malawi · Malediven · Maleisië · Mali · Malta · Marshalleilanden · Marokko · Mauritanië · Mauritius · Mexico · Micronesië · Moldavië · Monaco · Mongolië · Montenegro · Mozambique · Myanmar · Namibië · Nauru · Nederland · Nederlandse Antillen · Nepal · Nicaragua · Nieuw-Zeeland · Niger · Nigeria · Noord-Korea · Noorwegen · Oeganda · Oekraïne · Oezbekistan · Oman · Oostenrijk · Oost‑Timor · Pakistan · Palau · Palestina · Panama · Papoea-Nieuw-Guinea · Paraguay · Peru · Polen · Portugal · Puerto Rico · Qatar · Roemenië · Rusland · Rwanda · Saint Kitts en Nevis · Saint Lucia · Saint Vincent en Grenadines · Salomonseilanden · Samoa · San Marino · Sao Tomé en Principe · Saoedi-Arabië · Senegal · Servië · Seychellen · Sierra Leone · Singapore · Slovenië · Slowakije · Soedan · Somalië · Spanje · Sri Lanka · Suriname · Swaziland · Syrië · Tadzjikistan · Tanzania · Thailand · Togo · Tonga · Trinidad en Tobago · Tsjaad · Tsjechië · Tunesië · Turkije · Turkmenistan · Tuvalu · Uruguay · Vanuatu · Venezuela · Verenigde Arabische Emiraten · Verenigde Staten · Vietnam · Wit-Rusland · Zambia · Zimbabwe · Zuid-Afrika · Zuid-Korea · Zweden · Zwitserland